# Schweizer Hochseeschifffahrt

Flagge zur See (siehe auch Fahne und Wappen der Schweiz)

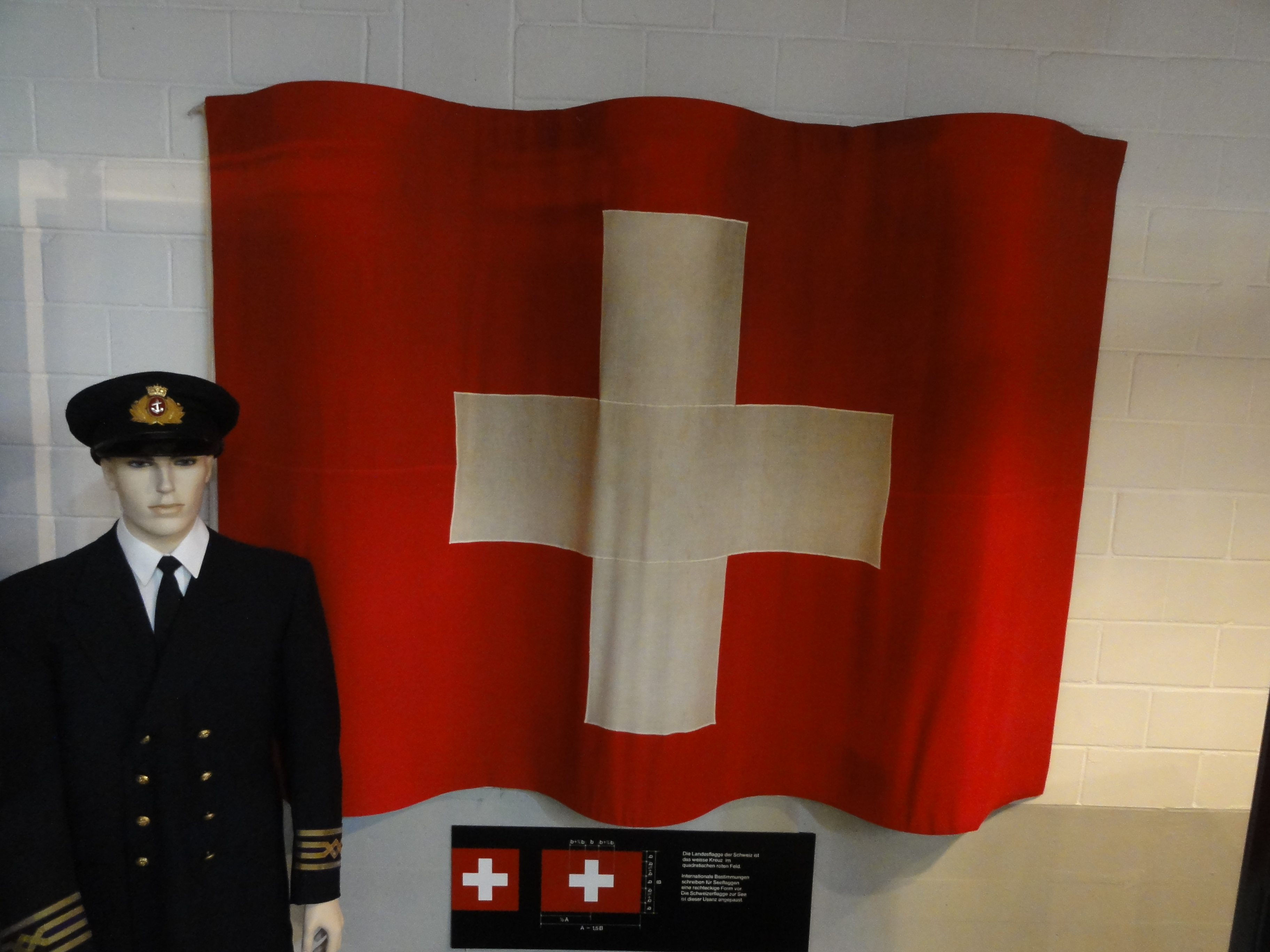
Flagge zur See

Die Schweizer Hochseeschifffahrt bezeichnet die Flotten, welche unter der Flagge des Binnenstaates Schweiz auf den Weltmeeren verkehren und existiert formell seit dem Jahr 1941. Einziger Registerhafen der schweizerischen Seeschiffe ist Basel, das deshalb als Heimathafen für alle Schweizer Hochseeschiffe gilt.

## Geschichte
Im Mai 1850 bat der Schweizer James Funk, der in den USA den Kapitänsgrad erreicht hatte, den Bundesrat um die Bewilligung, seine in den USA gebaute Wilhelm Tell unter dem Schweizer Kreuz segeln lassen zu dürfen. Im November desselben Jahres erhielt die New Yorker Firma Whitlock die Erlaubnis, auf ihrer Helvetia die Schweizer Flagge zu führen.
Der Bundesrat Jakob Dubs, der 1864 Bundespräsident war, liess den ersten Entwurf eines schweizerischen Schifffahrtsgesetzes ausarbeiten. Die nur halbherzig geführten Bemühungen scheiterten aber am Einwand der seefahrenden Nationen, dass die Schweiz als Binnenstaat und mangels einer Kriegsmarine nicht in der Lage sei, eine eigene Handelsflotte zu schützen und eine genügende Aufsicht auszuüben. 1880 fuhren rund 30 Segel- und Dampfschiffe des Auswanderer-Agenten und Schweizer Konsuls in Antwerpen, Daniel Steinmann, zwischen Europa und Amerika. Die Schiffe seiner Reederei White Cross Line segelten zwar unter belgischer Flagge, hatten aber auch das Schweizerkreuz gehisst.
Während des Ersten Weltkriegs machte sich das Fehlen eigener Handelsschiffe deutlich bemerkbar. Die deutsche Kriegsmarine führte einen uneingeschränkten U-Boot-Krieg gegen alle Schiffe, die einen Hafen der Alliierten anliefen. Daher ging die der Schweiz zur Verfügung gestellte Tonnage beträchtlich zurück. In der Folge entstand die erste schweizerische Handelsflotte. Die Schiffe verkehrten allerdings unter den Flaggen der neutralen Staaten Belgien und USA, aber am Fockmast wurden deutlich sichtbare Schweizer Fahnen gehisst und auf beiden Bordwänden in riesigen weissen Buchstaben das Wort «Schweiz» aufgemalt. Dank den Geleitscheinen der Schweizerischen Gesandtschaft in Washington, D.C. wurde diesen Schiffen die freie Fahrt durch die von Deutschland kontrollierten Seegebiete garantiert.
Seit 1919 obliegt dem Bund die Gesetzgebung über die Schifffahrt, und sie wurde in den Artikel 24 der Bundesverfassung aufgenommen (seit 1999: Art. 87).
1921 wurde in einer Erklärung der Verkehrskonferenz des Völkerbundes in Barcelona festgehalten, dass die Flaggen der Seeschiffe der Binnenstaaten anerkannt werden, sofern diese Schiffe an einem einzigen bestimmten Ort, der als Registerhafen gilt, eingetragen sind.

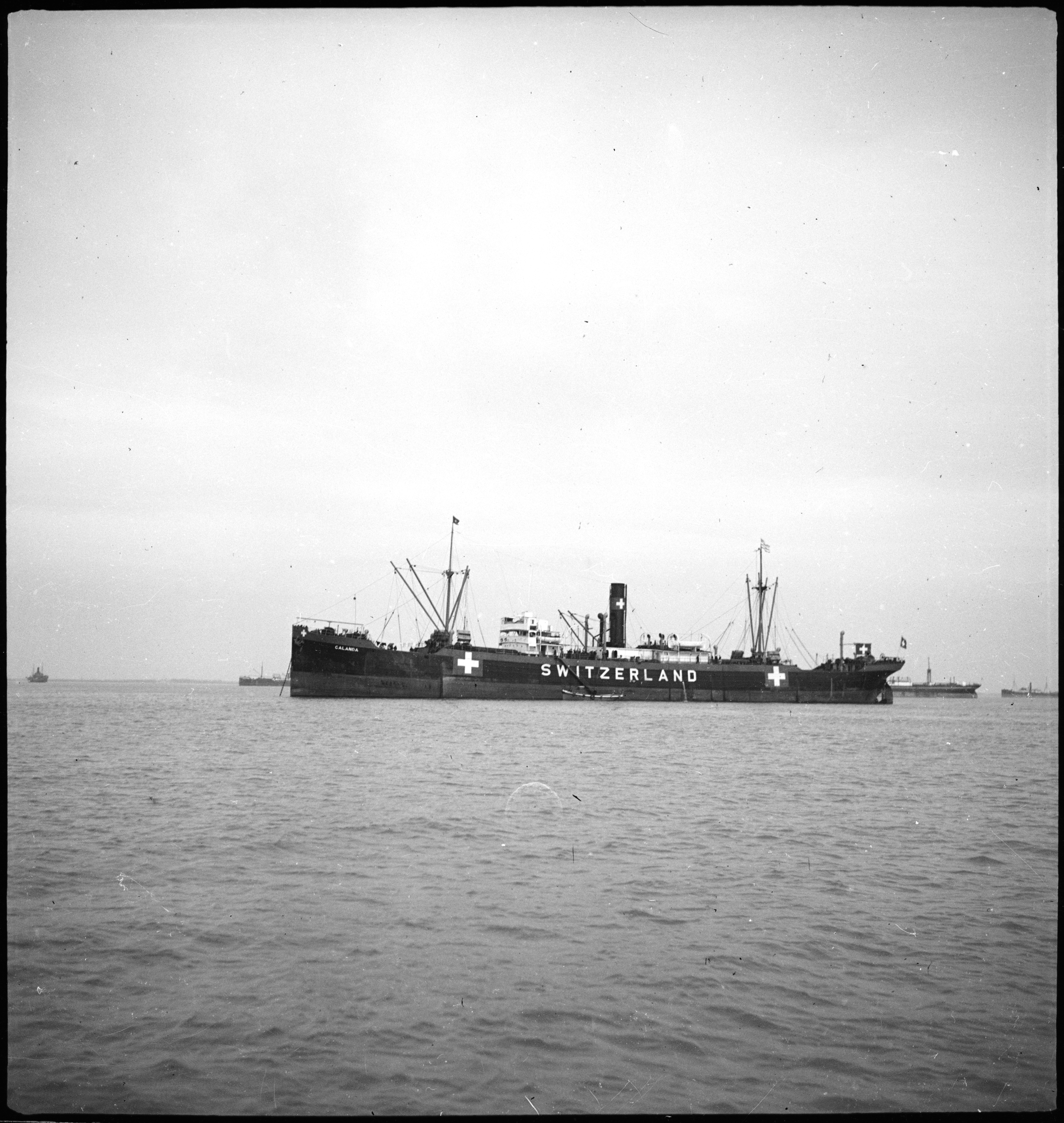
Ankunft der Calanda in Lissabon, 5. Mai 1941

Nach Ausbruch des Zweiten Weltkriegs kam die Schweiz erneut in eine versorgungswirtschaftliche Notsituation und war gezwungen, Schiffe unter eigener Flagge auf den Weltmeeren einzusetzen. Zwar wird ein 1939 eingereichtes Gesuch der Schweizerischen Reederei AG für das Führen der Schweizer Flagge am 7. Mai 1940 vom Bundesrat abgelehnt, ein auf Kriegsnotrecht beruhender Bundesbeschluss vom 9. April 1941 über die Seeschifffahrt unter der Schweizer Flagge schaffte aber die erste gesetzliche Grundlage. Die vorher panamaische Calanda wurde als erstes Schiff am 19. April 1941 mit Heimathafen Basel offiziell unter die Schweizer Flagge gebracht.
Nach dem Flaggenentscheid vom April 1941 wurde die Schweizer Handelsflotte rasch aufgebaut: Von Januar 1941 bis April 1942 erwarb das Kriegstransportamt (KTA) vier Schiffe zu kriegsbedingt sehr hohen Preisen. Das erste war der in Panama registrierte Dampfer Armando der am 6. Mai 1941 in St. Gotthard umgetauft und als drittes Schweizer Schiff registriert wurde. Private Reeder erwarben sechs Schiffe. Bis 1945 fuhren vierzehn Schiffe unter Schweizer Flagge und brachten Rohstoffe, Futter, Getreide und Zucker zur Abwehr von Hunger und Not. Trotz der Schweizer Flagge wurden Schiffe Opfer von Fliegerattacken.
Das zweite eingetragene Schiff, die Maloja, wurde am 7. September 1943 etwa 30 Seemeilen vor Korsika beim Cap Revellata von zehn britischen Kampfflugzeugen angegriffen und versenkt. Weitere während des Krieges untergegangene Schiffe sind die Chasseral (durch britische Jagdflugzeuge im April 1944 versenkt), die Albula (sank im Juni 1944 im Hafen von Marseille bei der deutschen Sprengung der Quais) und die Generoso (fuhr am 19. September 1944 in Marseille auf eine hinterlassene Mine).
Die als fünftes Schiff eingetragene St. Cergue überstand 1940 mehrere deutsche Fliegerangriffe im Hafen von Rotterdam fast unbeschadet. Das "lucky ship" unter Kapitän Fritz Gerber konnte die St. Cergue von 1942 bis 1943 insgesamt über 300 Überlebende von torpedierten Schiffen retten sowie den brennenden portugiesischen Dampfer Mello in den Hafen von Pernambuco schleppen.

### Nach dem Zweiten Weltkrieg
Aufgrund der gemachten Erfahrungen wurde nach Kriegsende beschlossen, die Handelsflotte beizubehalten. 1952 initiierte Gottlieb Duttweiler den Bau der Frachtschiffe Adele und Sun-Amelia. Das Notrechtsgesetz von 1941 wurde 1953 durch ein Seeschifffahrtsgesetz abgelöst, und der Bund verkaufte seine vier Schiffe an private schweizerische Eigentümer und Reedereien.
Die Flotte der Schweizer Schiffe erreichte mit rund 50 Schiffen in den 1980er- und 1990er-Jahren einen Höchststand. 2021 waren nur noch 17 eingetragene Schiffe vorhanden: 
Ab Mitte 2015 hatte der Bundesrat wegen den Schifffahrtskrisen Massnahmen eingeleitet, um die Wirtschaftlichkeit der Reedereien zu verbessern und Schaden bei den Bürgschaftsverpflichtungen des Bundes abzuwenden. Ende 2016 teilte der Bundesrat mit, die Schweizer Hochseeflotte weise Überkapazitäten auf und die Landesversorgung sei auch im Krisenfall gewährleistet. Eine neue Besteuerungsmethode (Tonnagesteuer) könnte dem Bund den Ausstieg aus dem riskanten Bürgschaftswesen für Hochseeschiffe ermöglichen und soll die Schifffahrtsnation Schweiz retten.

### Zwischenfälle nach dem Zweiten Weltkrieg
Am 28. Februar 1964 wurde die Carona vor der Insel Terschelling im Nebel von einem Liberty-Frachter gerammt und sank.
Ab Januar 2018 wurde der Tanker San Padre Pio der ABC Maritime AG sowie vier Offiziere in der Bucht von Biafra festgehalten. Im März 2019 wurde bekannt, dass die Schweiz Nigeria dafür vor den Internationalen Seegerichtshof in Hamburg ziehen wollte, da der diplomatische Weg zur Freilassung erfolglos blieb. Im Juli 2019 entschied das Gericht, dass das Schiff mitsamt der Besatzung und Fracht freigelassen werden müsse und am 8. Dezember 2021 verliess das Schiff Nigeria.

## Seeschifffahrtsgesetz
Das Bundesgesetz über die Seeschifffahrt unter der Schweizer Flagge (Seeschifffahrtsgesetz vom 23. September 1953) beinhaltet strenge Flaggenrechtsbestimmungen, welche garantieren, dass nur Schiffe in der Schweiz registriert und die neutrale Schweizer Flagge führen können, welche ausschliesslich schweizerische Interessen wahren und Umgehungsmöglichkeiten ausgeschlossen sind. Nur so können diese neutralen Schiffe in einem Konfliktfall vor einer Beschlagnahme durch die kriegführenden Parteien bewahrt werden.
Zusätzlich kommt die Seeschifffahrtsverordnung vom 20. November 1956, auf dem Stand vom 1. Januar 2025, zur Anwendung.

## Hochseeflotte seit 2016

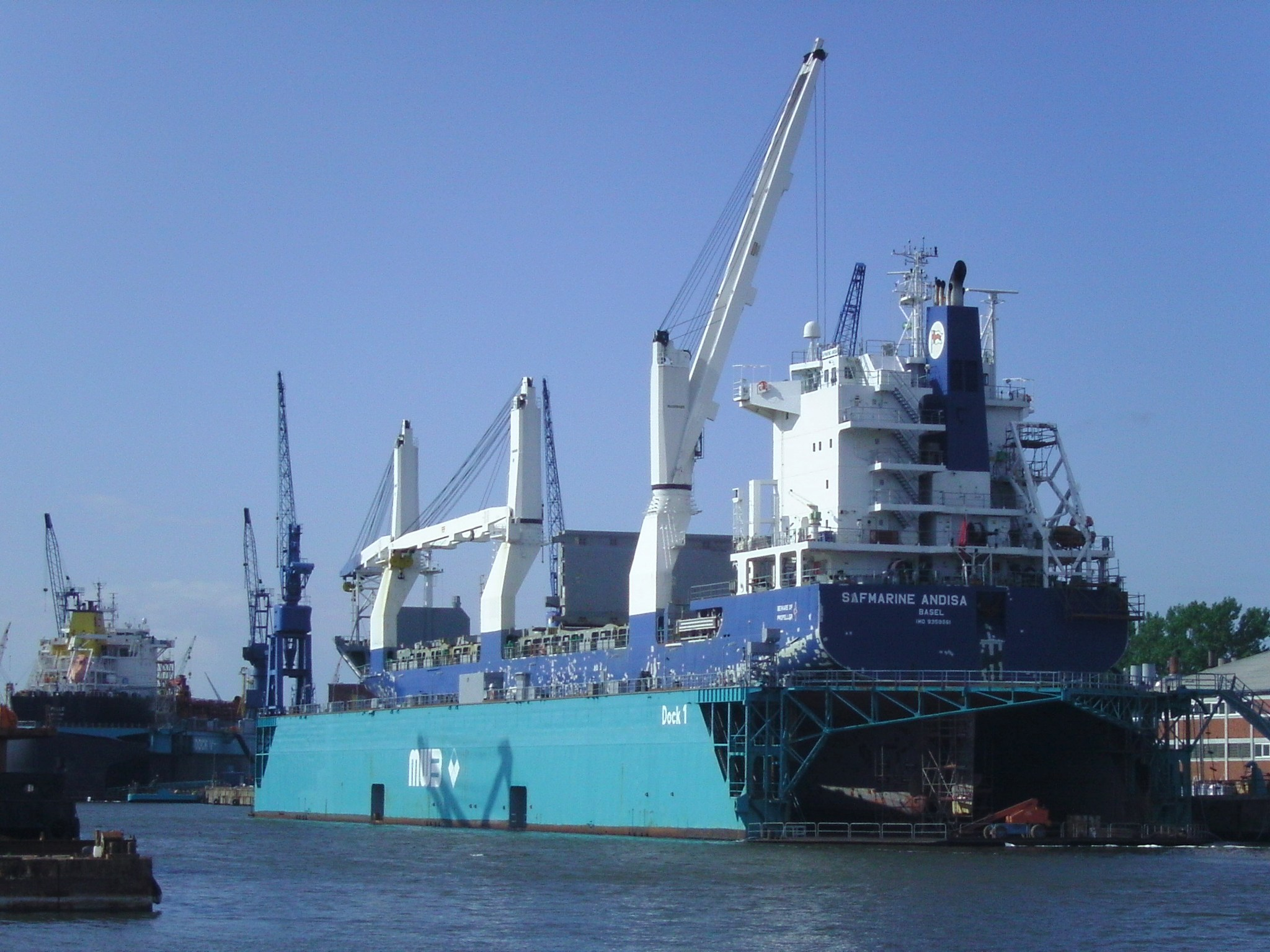
Die Safmarine Andisa in einem deutschen Dock

Im April 2016 betrieben sechs Reedereien insgesamt 49 Schiffe mit 1'031'713 BRZ (Bruttoraumzahl) unter Schweizer Flagge. Die schweizerische Handelsflotte hatte eine Tragfähigkeit von insgesamt 1,7 Mio. Tonnen, dies entsprach ca. 1 Promille der Welttonnage. Damit lag die Schweizer Handelsflotte etwa auf dem 70. Rang der Welthandelsflotte. Aufgeteilt nach Schiffstyp: 30 Massengutfrachter, 12 Mehrzweckfrachter, 7 Tankschiffe.
Diese Schiffe waren im Durchschnitt sechs Jahre alt.
Im November 2017 umfasste die Schweizer Flotte 36 Handelsschiffe mit einer Ladekapazität von ca. 1,5 Mio. Tonnen (DWT). Sie setzte sich zusammen aus 29 Massengutfrachtern, 4 Mehrzweckfrachtern, 3 Asphalt- und Produktetankern. Die Flotte wurde von sechs Reedereien betrieben.
Im Oktober 2019 umfasste die Schweizer Flotte 27 Schiffe, die von vier Reedereien betrieben wurden.
Im September 2020 umfasste die Schweizer Flotte 19 Schiffe, die von vier Reedereien betrieben wurden. Sie setzte sich zusammen aus 16 Massengutfrachtern, 1 Mehrzweckfrachter, 2 Asphalt- und Produktetankern.
Am 1. Januar 2023 umfasste die schweizerische Handelsflotte 14 Schiffe mit 484'707 Bruttoraumzahl (BRZ), die von zwei Reedereien betrieben wurden, am 19. März 2024 umfasste sie noch 13 Massengutfrachter mit 462'010 Bruttoraumzahl (BRZ) von zwei Reedereien.
Am 1. Januar 2025 umfasste die Flotte noch 12 Massengutfrachter von zwei Reedereien mit 439'313 Bruttoraumzahl (BRZ), nach dem 1. April waren es noch 11 Massengutfrachter mit 416'616 Bruttoraumzahl (BRZ).

### Reedereien
- Reederei Zürich AG (6 Massengutfrachter)
- Suisse-Atlantique Société de Navigation Maritime SA (5 Massengutfrachter)
- Alpina bis 1987

### Ausbildung
Um als Decksoffizier/Kapitän oder technischer Offizier zur See zu fahren, ist eine Ausbildung in der Schweiz nicht möglich. Als Ausbildungsorte werden von Schweizern häufig Seefahrtsschulen in Grossbritannien, Italien oder Deutschland gewählt.

### Kommunikation
Zur Kommunikation mit Seeschiffen unterhielt die Schweiz bis März 2016 eine eigene Küstenfunkstelle: Bernradio (Rufzeichen HEB). Ab 2004 wurde Bernradio von der RUAG Aerospace betrieben. 2009 übernahm die Swisscom die Küstenfunkstelle.
Bernradio wurde unter Swisscom in Zusammenarbeit mit Kiel Radio für den Datenfunk umgebaut. Sprechfunk oder Radiotelex wurden seit diesem Zeitpunkt nicht mehr angeboten, sondern ausschliesslich digitaler Datenlinks auf der Basis der Pactor-Modulation. Ab dem 1. Januar 2009 betrieb die Swisscom Broadcast Bernradio. Die Swisscom betrieb die Station wieder kommerziell und konnte dabei auf ein Netz von 12 weiteren Funkstellen zurückgreifen, die alle durch den Partner Kiel Radio ausgestattet wurden und sich unter dem Dach des Global Link Network zusammengeschlossen hatten. Im März 2016 wurde der Betrieb eingestellt.

## Yachten unter Schweizer Flagge
Auch Yachten dürfen auf entsprechenden Antrag die Schweizer Flagge zur See führen. Die entsprechenden Regelungen stehen in der Verordnung über die schweizerischen Jachten zur See (SR 747.321.7). In das Yachtregister, das ebenfalls in Basel geführt wird, können nur Sport- und Vergnügungsschiffe eingetragen werden, die Schweizer Bürgern oder einem schweizerischen Verein gehören. Yachten unter Schweizer Flagge müssen seetauglich sein und dies gegebenenfalls nachweisen – die Ausrüstungsvorschriften sind vergleichsweise streng. Es ist nicht erlaubt, mit Schweizer Yachten Personen oder Sachen gegen Entgelt zu transportieren, sie dürfen also auch nicht verchartert werden oder Kojencharter anbieten.